# Războiul murdar (Argentina)
„Războiul murdar” din Argentina (în spaniolă:Guerra sucia a fost numele folosit de junta militară și regimul dictatorial din Argentina (Dictatura civico-militar de Argentina) pentru mijloacele de „teroare statală” din anii 1976-1983  utilizate în cadrul Operațiunii Condor în timpul căreia forțele militare și de securitate și de „escadroanele morții” ale Alianței Anticomuniste Argentiniene au vânat orice fel de disidenți politici și orice persoane suspectate de legătură cu socialismul, comunismul, anarhismul, peronismul de stânga sau Mișcarea Montoneros.
Se apreciază că între 9000 și 30000 persoane au fost ucise sau făcute dispărute, fapte care, în mare parte, nu au fost raportate oficial. 
Principalele ținte ale regimului au fost reprezentate gherilele comuniste și simpatizanții acestora, dar i-au căzut victime  și alte persoane suspectate ca având vederi de stânga, precum gherileri peroniști, studenți, activiști sindicali, militanți politici, scriitori, ziariști, artiști și alți civili. Multe din persoanele dispărute ca urmare a represiunii, erau considerate o amenințare politică sau ideologică pentru junta militară argentiniană sau s-au arătat adversari ai politicii economice neoliberale dictate de regim. Victimele au fost omorâte din dorința juntei de a înăbuși orice opoziție socială și politică.  
În cele din urmă colapsul economic, nemulțumirea publică și înfrângerea Argentinei în Războiul din Insulele Falkland cu Regatul Unit, au dus la căderea Juntei și la restaurarea democrației în țară, punându-se  capăt „ Războiului murdar”. Mulți membri ai juntei au ajuns, până la urmă, în închisoare pentru crimele contra umanității și acuzații de genocid.